# Sofrecom
 (juillet 2011).
Sofrecom, ou Société française d'études de télécommunications, filiale du groupe Orange, est un cabinet de conseil et d'ingénierie spécialisé dans le secteur des télécommunications. 
Sofrecom conseille et accompagne la transformation des opérateurs, gouvernements et régulateurs dans plus de 100 pays.
Sofrecom compte fin 2017 plus de 1 750 employés issus d'une trentaine de nationalités et répartis sur 11 implantations à travers le monde, qui lui ont permis d'accompagner plus de 200 opérateurs, gouvernements et bailleurs de fonds, dans une centaine de pays (Europe, Asie, Moyen-Orient, Afrique et Amérique Latine).

## Historique du Groupe Sofrecom

### Années 1960-1985
Sofrecom a été fondée en 1966 sous l'impulsion de l’État français, et sous couvert de la direction générale des Télécommunications (DGT), le futur opérateur historique France Télécom. Sa première mission était de réaliser des études relatives aux réseaux fixes. Dès les années 1980, ses consultants et ingénieurs sont présents dans une quarantaine de pays. Dans le même temps, l'historique DGT devient France Télécom.

### Années 1985-1995
En 1985, Sofrecom devient une filiale à 100 % de France Télécom et développe fortement ses activités d'ingénierie réseaux. Elle élargit également ses compétences à tous les nouveaux métiers du secteur, notamment sur le conseil stratégique, en s'appuyant sur son expérience à l'international. Son activité se structure autour de 4 axes majeurs, qui sont aujourd'hui encore ses cœurs de métiers : la prospective, le conseil aux entreprises, les réseaux et services, et les technologies de l'information et de la communication.

### Années 1995-2011
Sofrecom participe à la plupart des acquisitions d'opérateurs et de licences du groupe en Europe (Belgique, Danemark, Pays-Bas, Roumanie, notamment) et en Afrique (Côte d'Ivoire, Egypt, Sénégal, Tunisie...) et Moyen-Orient (Jordanie). 

## Sofrecom au sein du groupe Orange
Depuis 2020, Sofrecom est rattachée à Orange Innovation.